# Paradou Athletic Club
Maillots
Actualités
Dernière mise à jour : 19 septembre 2023.
Le Paradou Athletic Club (en arabe : نادي أتليتيك بارادو), plus couramment abrégé en Paradou AC ou PAC, est un club de football algérien fondé en 1994 et basé dans le quartier de Paradou à Hydra, quartier résidentiel sur les hauteurs d’Alger.
L’ambition d’un groupe d’amis était de créer un espace dans lequel pouvaient se rencontrer des jeunes en quête de loisirs, de passe-temps, surtout après de dures journées de scolarité, d’études pour la plupart d’entre eux. Après mûre réflexion et différentes propositions, il a été décidé de mettre sur pied une équipe de football classique et le nom du Paradou Athletic Club (par abréviation PAC) fut choisi.
En ce qui concerne les couleurs, le choix s’est porté immédiatement sur le jaune et bleu. Sur l'écusson figure un moulin, rappelant que Paradou est un mot provençal signifiant "paradis".
C’est ainsi que les démarches administratives pour obtenir l’agrément ont été effectuées règlementairement auprès de toutes les instances concernées. Ce document a été délivré le 16 août 1994 sous le numéro 359. Dès son obtention, les dirigeants du club se sont attelés à mettre en place les équipes séniors et les jeunes catégories et se sont fixé comme objectif la formation.
Les membres fondateurs du Paradou Athletic Club, dont les frères Kheireddine et Hassen Zetchi, ont veillé à structurer ce club depuis sa création et d’en faire, dans la mesure du possible, un exemple, en développant des valeurs morales telles que la fraternité, l’humanité, le respect d’autrui qui sont la base de tout succès d’un sportif de haut niveau.
Dès sa première saison sportive 1994-1995, le PAC a accedé à tous les paliers jusqu’à se retrouver en 2005 en Ligue 1 et a fini par se faire une place parmi tous les clubs algériens et se faire respecter grâce à son parcours.
D’ailleurs, dès sa première année en Nationale I, la jeune équipe du Paradou AC a eu à affronter les ténors du football algérien, et a tenu la dragée haute à des équipes que l’on ne présente plus, telles que la grande JSK qu’elle a battu par un score de 3 buts à zéro, le CR Belouizdad par 3 buts à 0 également, le MC Oran par 6 buts à 2.
Sa présence en D1 a durée deux années, puis le manque d’expérience des joueurs a eu raison d’eux et l’équipe séniors s’est retrouvée rétrogradée en D2 puis en DNA.
Après trois années passées en DNA, le Paradou AC a finalement retrouvé l’élite et évolue actuellement en Ligue 2 Mobilis au statut de professionnel. Plusieurs joueurs formés par le Paradou AC dont c’est la vocation ont fait et font encore les beaux jours de certains clubs de D1, comme Djediat, Benmoussa, El Orfi, Tedjar, Ouali et Nekkache.
Par ailleurs, afin d’éviter la déperdition de jeunes talents, en plus de la catégorie jeunes composées des U10 – U13 – U14 – U16 – U18 – U19 – U20, la direction du Paradou AC a pris la décision de créer une Académie de football.

## Historique
- 16 août 1994 : fondation du club sous le nom de Paradou Athletic Club. Agrément no 359 délivré le 16 août 1994.
- Les couleurs du club ont été choisies par un concours de circonstances. Alors que les fondateurs cherchaient sans tomber d'accord, l'ambassadeur de Suède passait dans sa voiture avec le drapeau de son pays. L'idée s'est imposée d'opter pour le Jaune et Bleu
- Les fondateurs sont issus du Hydra AC, le club historique du quartier. La première équipe fut constituée de juniors du HAC qui n'avaient aucune chance de figurer dans l'équipe senior.
- Le Paradou dispose d'une académie JMG (Jean-Marc Guillou) qui a été fondée en 2007. Le financement du projet est estimé à 600 000 €[1].

## Résultats sportifs

### Palmarès
| Compétitions nationales | Compétitions internationales |
| --- | ---------------------------- |
| - Ligue 1 - Troisième place : 2019. - Ligue 2 (1) - Champion : 2017. - Vice-champion : 2005. - DNA (2) - Champion Gr. centre : 2003 et 2015. |                              |

| Compétitions jeunes |
| --- |
| Espoir - Championnat d'Algérie Espoir (2) - Champion : 2018 et 2019. - Coupe d'Algérie Espoir - Finaliste : 2018. - Championnat d'Algérie D2 Espoir (1) - Champion : 2016. Junior - Championnat d'Algérie Junior (1) - Champion : 2015. Cadets (U14) - Championnat d'Algérie Cadets (1) - Champion : 2015. - Coupe d'Algérie Cadets - Finaliste : 2017. Cadets (U15) - Coupe d'Algérie Cadets (1) - Vainqueur : 2018. Minimes - Coupe d'Algérie Minimes (1) - Vainqueur : 2015. |

### Bilan saison par saison
Le tableau suivant présente le bilan saison par saison du Paradou AC en championnats et en Coupe d'Algérie de football.
| Saison    | Championnat                  | Division | Clas. | Pts | J  | V  | N  | D  | Bp | Bc | Diff | Coupe d'Algérie     |
| 2022-2023 | Ligue 1                      | 1        | 9     | 41  | 30 | 11 | 8  | 11 | 35 | 33 | +2   | 1/4 de finale       |
| 2021-2022 | Ligue 1                      | 1        | 6     | 54  | 34 | 16 | 6  | 12 | 43 | 36 | +7   | Non Joué            |
| 2020-2021 | Ligue 1                      | 1        | 11    | 50  | 38 | 13 | 11 | 14 | 53 | 53 | 0    | Non Joué            |
| 2019-2020 | Ligue 1                      | 1        | 10    | 26  | 20 | 7  | 5  | 8  | 20 | 18 | +2   | Annulé              |
| 2018-2019 | Ligue 1                      | 1        | 3     | 48  | 30 | 14 | 6  | 10 | 38 | 24 | +14  | 1/4 de finale       |
| 2017-2018 | Ligue 1                      | 1        | 7     | 42  | 30 | 12 | 6  | 12 | 35 | 30 | +5   | 16e de finale       |
| 2016-2017 | Ligue 2                      | 2        | 1     | 62  | 30 | 19 | 5  | 6  | 43 | 23 | +20  | 8e de finale        |
| 2015-2016 | Ligue 2                      | 2        | 4     | 46  | 30 | 11 | 13 | 6  | 40 | 26 | +14  | Quarts de finale    |
| 2014-2015 | DNA                          | 3        | 1     | 61  | 30 | 17 | 10 | 3  | 52 | 20 | +32  | 3e tour régional    |
| 2013-2014 | DNA                          | 3        | 9     | 37  | 30 | 9  | 10 | 11 | 43 | 42 | +1   | 4e tour régional    |
| 2012-2013 | DNA                          | 3        | 6     | 34  | 26 | 9  | 7  | 10 | 33 | 32 | +1   | 32e de finale       |
| 2011-2012 | Ligue 2                      | 2        | 14    | 35  | 30 | 9  | 8  | 13 | 34 | 34 | 0    | 64e de finale       |
| 2010-2011 | Ligue 2                      | 2        | 14    | 33  | 30 | 8  | 9  | 13 | 32 | 31 | +1   | 16e de finale       |
| 2009-2010 | Division 2                   | 2        | 8     | 47  | 34 | 12 | 11 | 11 | 32 | 33 | -1   | Avant 32e de finale |
| 2008-2009 | Division 2                   | 2        | 4     | 53  | 32 | 16 | 5  | 11 | 46 | 30 | +16  | 16e de finale       |
| 2007-2008 | Division 2                   | 2        | 8     | 48  | 36 | 14 | 6  | 16 | 43 | 45 | -2   | Quarts de finale    |
| 2006-2007 | Division 1                   | 1        | 14    | 34  | 30 | 8  | 10 | 12 | 31 | 32 | -1   | 32e de finale       |
| 2005-2006 | Division 1                   | 1        | 8     | 40  | 30 | 11 | 7  | 12 | 36 | 38 | -2   | 32e de finale       |
| 2004-2005 | Division 2                   | 2        | 2     | 63  | 34 | 18 | 9  | 7  | 57 | 36 | +21  | 16e de finale       |
| 2003-2004 | Division 2                   | 2        | 3     | 51  | 30 | 14 | 9  | 7  | 38 | 19 | +19  | 8e de finale        |
| 2002-2003 | Division 3                   | 3        | 2     | -   | -  | -  | -  | -  | -  | -  | -    | 32e de finale       |
| 2001-2002 | Division 3                   | 3        | 3     | 58  | 30 | -  | -  | -  | -  | -  | -    | Tour Régional       |
| 2000-2001 | Division 3                   | 3        | 4     | -   | 30 | -  | -  | -  | -  | -  | -    | Tour Régional       |
| 1999-2000 | Division 4                   | 4        | 1er   | -   | -  | -  | -  | -  | -  | -  | -    | Tour Régional       |
| 1998-1999 | Division 4                   | 4        |       | -   | -  | -  | -  | -  | -  | -  | -    | Tour Régional       |
| 1997-1998 | Honneur LRFC                 | 5        | 1er   | -   | -  | -  | -  | -  | -  | -  | -    | Tour Régional       |
| 1996-1997 | Pré-Honneur LRFC             | 5        | 1er   | 63  | -  | -  | -  | -  | -  | -  | -    | Tour Régional       |
| 1995-1996 | Ligue de Wilaya d'Alger (D1) | 6        | 1er   | -   | -  | -  | -  | -  | -  | -  | -    | Tour Tégional       |
| 1994-1995 | Ligue de Wilaya d'Alger (D2) | 6        | 1er   | -   | -  | -  | -  | -  | -  | -  | -    | Tour Régional       |

### Bilan sportif
Le tableau suivant présente le bilan sportif du Paradou AC en championnats.
| Championnat              | Saisons | Titres | J   | V   | N   | D   | Bp  | Bc  | Diff |
| ------------------------ | ------- | ------ | --- | --- | --- | --- | --- | --- | ---- |
| Championnat d'Algérie D1 | 7       | 0      | 211 | 81  | 53  | 77  | 256 | 228 | +28  |
| Championnat d'Algérie D2 | 9       | 1      | 286 | 121 | 75  | 90  | 365 | 277 | +88  |
| Championnat d'Algérie D3 | 3 sur 4 | 1      | 86  | 35  | 27  | 24  | 128 | 94  | +34  |
| Championnat d'Algérie D4 | 4       | 1      |     |     |     |     |     |     |      |
| Championnat d'Algérie D5 | 2       | 2      |     |     |     |     |     |     |      |
| Championnat d'Algérie D6 | 2       | 2      |     |     |     |     |     |     |      |
| Total                    | 23      | 7      | 432 | 175 | 119 | 138 | 560 | 441 | +119 |

## Personnalités du club

### Présidents
| Nom               | Période     |
| ----------------- | ----------- |
| Khereddine Zetchi | 1994-2017   |
| Hassen Zetchi     | 2017-2021   |
| Khereddine Zetchi | depuis 2021 |

### Entraîneurs
| Nom                              | Période                            |
| -------------------------------- | ---------------------------------- |
| Kamel Bouhellal                  | 1994-1995                          |
| Nasreddine Akli                  | 1997                               |
| Kamel Bouhellal Hocine Abdelaziz | 2006                               |
| Ibrir                            | 2011 - 2011 (2 matches)            |
| Abdelaziz Abbas                  | 2011 - 2011                        |
| Kamel Bouhellal                  | 3 janvier 2011 - 2011 (13e-30e J.) |
| Nacerdine Drid                   | 2011 - sep. 2011 (1er-2e J.)       |
| Abdelkader Yaïche                | sep. 2011 - oct. 2011 (2e J.-      |
| Hamel                            | nov. 2011 - janvier 2012           |
| Khaled Lounici                   | 25 janvier 2012 - 2012             |
| ?                                | 2012 - 2015                        |
| Tahar Chérif El-Ouazzani         | 2015 - 2016                        |
| Josep Maria Nogués               | 2016 - 2018                        |
| Francisco Chalo                  | 2018 - 2020                        |
| Hakim Malek                      | 26 aout 2020 - 17 jan. 2021        |
| Pierrick Le Bert                 | 17 jan. 2021 - 6 jui. 2021         |
| Tahar Chérif El-Ouazzani         | 6 jui. 2021 - 17 fév. 2022         |
| Boško Đurovski                   | 21 mars 2022 - 9 mai 2022          |
| Francisco Chalo                  | 10 mai 2022 - 2 jan. 2023          |
| Nadhir Leknaoui                  | 9 jan. 2023 - 13 sep. 2023         |
| Corentin Martins                 | 15 sep. 2023 - 31 mars 2024        |

### Effectif professionnel actuel
Mise à jour:5 février 2023

### Joueurs passés par le club

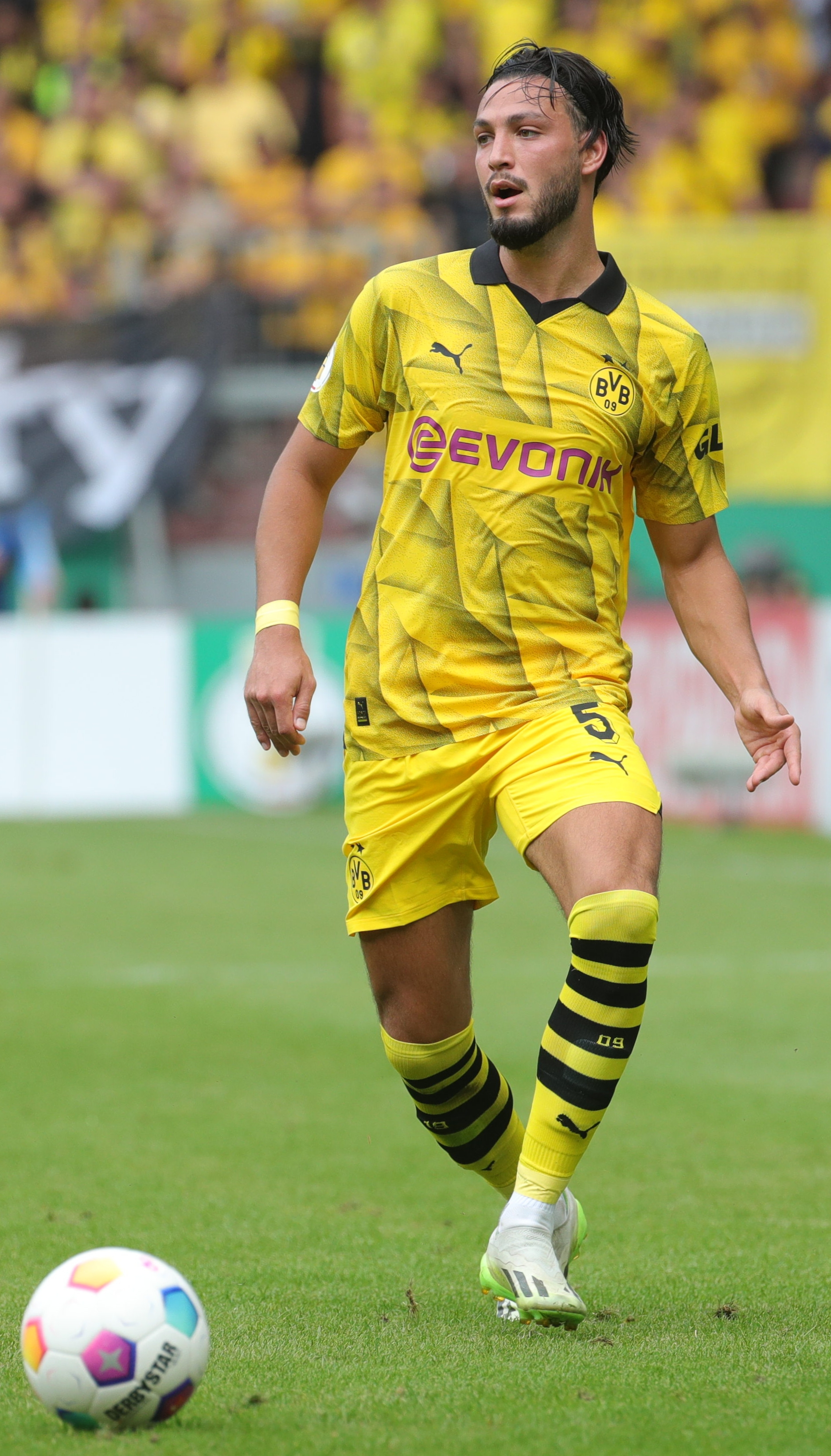
Ramy Bensebaini.

| Nom              | Club actuel       |
| ---------------- | ----------------- |
| Ramy Bensebaini  | Borussia Dortmund |
| Youcef Atal      | Al Sadd SC        |
| Farid El Melali  | Angers SCO        |
| Hicham Boudaoui  | OGC Nice          |
| Adem Zorgane     | Charleroi SC      |
| Nadhir Benbouali | Charleroi SC      |
| Abdelkahar Kadri | KV Courtrai       |
| Yacine Titraoui  | Charleroi SC      |

## Logos et couleurs
Depuis la fondation du club, ses couleurs sont le Bleu et Jaune.

Ancien logo du club
Logo actuel du club.

## Structures du club

### Infrastructures

#### Stade Ahmed Falek
Le stade Ahmed Falek est le plus grand stade du quartier de Hydra avec 6 000 places, le PAC y joue ses matchs depuis sa création en 1994. Depuis l'accession du PAC au niveau professionnel, le club reçoit ses adversaires au Stade Omar Benrabah et Stade Omar Hamadi par faute de non-homologation de leur stade.

## Aspects juridiques et économiques

### Aspects juridiques
Le Paradou Athletic Club est un club affilié à la FAF. Le club est composé d'une association (CSA) et d'une société (SSPA). Le CSA gère la section amateur.
La société Paradou Athletic Club possède le statut de Société sportive par actions (SSPA) depuis 2010. Cette SSPA comporte une direction et un conseil d'administration servant d'instrument de contrôle de la gestion du club. Elle a vocation à gérer à la fois la section professionnelle du PAC mais aussi les équipes de jeunes (des moins de douze ans jusqu'à l'équipe réserve) du centre de formation.
L'actionnaire unique du club depuis décembre 2010 est le Club sportif amateur.

### Aspects économiques

#### Sponsors et équipementiers
- Faïenceries Algériennes
- Zet Ceram